# Nadieżda Kostiuczyk
Nadieżda Kostiuczyk (née à Brest en Biélorussie le 21 mai 1984) est une joueuse de badminton polonaise.

## Palmarès

### Jeux olympiques
- 2016 à Rio de Janeiro (Brésil)
  - Quarts de finale avec Robert Mateusiak en double mixte
- 2012 à Londres (Royaume-Uni)
  - Quarts de finale avec Robert Mateusiak en double mixte
- 2008 à Pékin (Chine)
  - Quarts de finale avec Robert Mateusiak en double mixte

### Championnats du monde
- Quart de finale en double mixte en 2007 avec Robert Mateusiak

### Championnats d'Europe
- Médaille d'or en double mixte en 2012 avec Robert Mateusiak
- Médaille d'argent en double mixte en 2010 avec Robert Mateusiak
- Médaille d'argent en double mixte en 2008 avec Robert Mateusiak
- Médaille de bronze en double mixte en 2006 avec Robert Mateusiak

### Championnats de Pologne
- 5 titres nationaux en double

### Autres tournois
- Vainqueur de l'Open de Hong Kong en 2009, en double mixte.
- Vainqueur de l'Open d'Indonésie en 2010, en double mixte.